# Klimentovo, Varna
Klimentovo (în bulgară Климентово) este un sat în comuna Aksakovo, regiunea Varna,  Bulgaria. 

## Demografie
Componența etnică a satului Klimentovo
     Turci (2,23%)
     Bulgari (97,76%)
     Nicio identificare (0%)
     Altele (0%)
La recensământul din 2011, populația satului Klimentovo era de 179 locuitori. Din punct de vedere etnic, majoritatea locuitorilor (97,76%) erau bulgari, cu o minoritate de turci (2,23%). Pentru 0% din locuitori nu este cunoscută apartenența etnică.